# Koen De Bouw
Koen De Bouw (Turnhout, 30 settembre 1964) è un attore belga.
Impegnato nel cinema, in televisione e a teatro, Koen De Bouw è uno degli attori belgi più prolifici e famosi a livello internazionale, nonché uno dei pochi ad aver recitato a Hollywood. Interpreta sovente l'antieroe e personaggi seri, cupi o controversi.
È noto per la sua pluriennale collaborazione con i registi belgi Erik Van Looy e Jan Verheyen e per la sua interpretazione in The Premier - Rapimento e ricatto, The Alzheimer Case, Professor T., L'ultimo tycoon e L'uomo che vendette la sua pelle.

## Biografia
Figlio unico di Maria Degeest, Koen De Bouw è cresciuto nella zona di Brandhoefstraat, all'epoca area rurale di Turnhout. Nel teatro Theater 42 del centro culturale "De Warande" della sua città ha intrapreso le prime esperienze giovanili nel modo della recitazione. Nel 1985 si è trasferito ad Anversa, città che ha frequentato sin dall'infanzia poiché vi risiedevano i nonni. Lì si è diplomato in recitazione presso lo Studio Herman Teirlinck, nel 1988. De Bouw risiede tuttora nel capoluogo fiammingo con la moglie Chantal Leyers e i suoi figli Jolan (nato nel 1994) e Xander (1996).

## Carriera
La prima esperienza davanti a una cinepresa è avvenuta nel 1986, nel cortometraggio Caught di Peter van Kraaij. Tre anni dopo l'attore ha ottenuto un ruolo minore nella serie televisiva Langs de kade. Il suo primo ruolo al cinema è stato nel 1990, nel film Han de Wit, diretto da Joost Ranzijn.
Nel 1991 ha lavorato per la prima volta con il regista Erik Van Looy nel cortometraggio Yuppies (1991), iniziando una collaborazione che si sarebbe ripetuta negli anni: il regista è tornato a dirigerlo in Shades (1999) e in De Zaak Alzheimer (2003, noto a livello internazionale come The Alzheimer Case e The memory of a killer), tratto dall'omonimo romanzo dello scrittore belga Jef Geeraerts. Nel film De Bouw interpreta il detective Eric Vincke, impegnato con il collega Freddy Verstuyft (Werner De Smedt) a dare la caccia a un serial killer malato di Alzheimer. Successivamente, De Bouw ha vestito i panni del detective Vincke in Dossier K (2009) e Het Tweede Gelaat (2017), diretti però da Jan Verheyen.
Tra il 1995 e il 1996 Koen De Bouw diventa un volto noto della televisione belga con il ruolo del serial killer Stef Tavernier nella serie TV Wittekerke.
Nel 2000 viene candidato al Joseph Plateau Awards come miglior attore belga per la sua interpretazione di Frans Laarmans nel film Lijmen/Het been, ispirato all'omonimo romanzo di Willem Elssschot.
Nel 2003 riceve la seconda candidatura come miglior attore belga al Joseph Plateau Awards per Science Fiction.
Nel 2005 De Bouw ha interpretato il personaggio principale in De Indringer en Verlengd weekend, in Exit e nel drammatico De Indringer, in cui interpreta un medico alla ricerca della figlia scomparsa da oltre un anno. Nella stessa estate ha vissuto tre mesi a Cuba per le riprese di Koning van de wereld. L'anno seguente è stato nominato "Uomo vestito meglio" dalla rivista belga Trend Style.
Nel 2008 h fatto parte del film Left Luggage, di e con Jeroen Krabbé, con Isabella Rossellini, Chaim Topol, Laura Fraser e Maximilian Schell. Inoltre ha recitato nella versione originale del thriller Loft  di Van Loon (di cui il regista ha girato un remake nel 2014, intitolato The Loft) e nelle serie poliziesche MPU - Missing Persons Unit e Witse. Nel frattempo in Germania ha collaborato a Falling Rocks diretto da Peter Keglevic. L'anno successivo è stato impegnato sul set dell'horror Terug naar de kust (The Dark House), diretto da Will Koopman.
Koen de Bouw è stato uno dei sette firmatari del Manifest voor een acteurs- en een publiekstheater ("Manifesto per un attore e un teatro pubblico") sulla rivista Standard del 6 agosto, in cui si riflette sul ruolo dell'attore teatrale dopo la fine delle compagnie teatrali e le nuove dinamiche di finanziamento pubblico. Nello stesso anno viene scelto come testimonial degli orologi Rodania e posa per la rivista Nina con suo figlio maggiore Jolan in qualità di ambasciatore della collezione autunnale Premium del marchio Jack & Jones.
Nel 2016 è stato premiato ai Nacht van de Vlaamse Televisie Sterren come miglior attore per la sua interpretazione del professor Jasper Teerlinck nella famosa serie televisiva belga Professor T., uscita nel 2015. Contemporaneamente ha interpretato il primo ministro belga nel thriller politico The Premier - Rapimento e ricatto, ancora una volta diretto da Erik Van Looy, e ha preso parte alla co-produzione italo-belga-cinese Caffè di Cristiano Bortone, impersonando un disoccupato razzista di una periferia belga.
Ne L'ultimo tycoon, serie televisiva del 2017, De Bouw è Tomas Szep, un emigrato ungherese a capo del servizio di sicurezza di un dirigente della Hollywood degli anni Trenta. Per entrare nella parte l'attore ha avuto a disposizione un coach che lo ha aiutato a parlare in inglese con un accento ungherese.
Nel 2018 ha prestato la voce a Spider-Man Noir nella versione fiamminga di Spider-Man - Un nuovo universo, doppiato da Nicholas Cage nella versione originale.
Nel 2019 torna nella sua città natale per girare alcune scene di Torpedo: U-235, il primo film fiammingo su un sottomarino. Il personaggio di De Bouw è a capo di una spedizione segreta che ruba il mezzo ai nazisti per consegnarlo agli Stati Uniti d'America durante la Seconda guerra mondiale. Le riprese del film avvengono tra i Turnhout e Weelde (in provincia di Ravels), dove è stato ricostruito il sottomarino.
In un'intervista del 19 ottobre 2019 alla rivista Humo, Koen De Bouw ha dichiarato di aver subito molestie e abusi sessuali a circa dodici anni, da parte di un docente. L'esperienza traumatica ha in parte motivato il suo percorso professionale, spingendolo ad evitare la parte dell'eroe e i ruoli in cui l'aspetto fisico aveva un aspetto preponderante nella parte:
Nel 2020 è stato scelto per la parte del controverso artista Jeffrey Godefroi nel film tunisino L'uomo che vendette la sua pelle, diretto da Kaouther Ben Hania e candidato all'Oscar al miglior film in lingua straniera. Il suo personaggio è ispirato all'artista belga Wim Delvoye e alla sua opera Tim, realizzata sulla pelle di Tim Steiner e poi messa all'asta. Nel film ha lavorato con Dea Liane, Monica Bellucci e Yahya Mahayni.
Nel 2021 Koen De Bouw è impegnato sul set di The last front, un film di Julien Kerknawi con Ian Glenn e Saša Luss, e di Cover, diretto da Katharina Mihm. Inoltre, è stato annunciato che l'attore sarà il padrino del Festival del cinema di Ostenda 2022 (FFO) e del FFO Nights 2021. De Bouw ha scelto come tema "Age before beauty", selezionando una rassegna di film che annoverava Vi presento Toni Erdmann, Abel, Cafarnao - Caos e miracoli, King Kong e Boyhood.
Impegnato a teatro teatro sin dagli anni Novanta, Koen De Bouw faceva parte della compagnia teatrale Raamtheater, con cui si è esibito in Trojaanse vrouwen (2005-2006) e, nel ruolo protagonista, in Una Giornata Particolare, basato sul film di Ettore Scola. Ha recitato con la compagnia Het Toneelhuis nelle pièce Marieslijk (1999-2000), Amlett / Hamlet (2000–2002) e Ô death (2003-2004) del regista e sceneggiatore Jan Decorte. Ha anche partecipato alla scrittura e alla realizzazione dello spettacolo Wet van Engel (2003–2006) con la compagnia Koe.
Appassionato di giardinaggio, De Bouw ha presentato un programma sull'argomento intitolato Groene Vingers su VTM, dal 2007 al 2011.

## Filmografia

### Cinema
- Han de Wit, regia di Joost Ranzijn (1990)
- Eline Vere, regia di (1991)
- Minder dood dan de anderen , regia di Frans Buyens (1992)
- Left Luggage regia di Jeroen Krabbé (1998)
- Shades, regia di Erik Van Looy (1999)
- Falling Rocks, regia di Peter Keglevic (2000)
- Lijmen/Het been, regia di Robbe De Hert (2000)
- Vallen, regia di Hans Herbots (2001)
- Science Fiction, regia di Danny Deprez (2002)
- Bella Bettien, regia di Hans Pos (2002)
- De Zaak Alzheimer, regia di Erik Van Looy (2003)
- De indringer, regia di Frank van Mechelen (2005)
- Verlengd weekend, regia di Hans Herbots (2005)
- King of the world, regia di Guido Henderickx (2006)
- Windkracht 10: Koksijde Rescue, regia di Hans Herbots (2006)
- Stormforce, regia di Pierre De Clercq (2006)
- Vermist, regia di Jan Verheyen (2007)
- Loft, regia di Erik Van Looy (2008)
- Dossier K, regia di Jan Verheyen (2009)
- Terug naar de kust, regia di Will Koopman (2009)
- Smoorverliefd, regia di Hilde Van Mieghem (2010)
- Groenten uit Balen, regia di Frank van Mechelen (2011)
- Brasserie Romantiek, regia di Joël Vanhoebrouck (2012)
- Het Vonnis, regia di Jan Verheyen (2013)
- Los flamencos, regia di Daniel Lambo (2013)
- Broer, regia di Pierre De Clercq (2016)
- Caffè, regia di Cristiano Bortone (2016)
- The Premier - Rapimento e riscatto, regia di Erik Van Looy (2016)
- Het Tweede Gelaat, regia di Jan Verheyen (2017)
- Hollywood on the river Scheldt, regia di Robbe De Hert (2018)
- Torpedo: U-235, regia di Sven Huybrechts (2019)
- Bastaard, regia di Mathieu Mortelmans (2019)
- L'uomo che vendette la sua pelle (The Man Who Sold His Skin), regia di Kaouther Ben Hania (2020)
- L'Inconnu(e), regia di Peter Monsaert (2021) [34]
- Zeppos Het Mercatorspoor, regia di Douglas Boswell (2022)
- Wil, regia di Tim Mielants (2023)

### Televisione
- Langs de kade – serie TV, 1 episodio (1989)
- F.C. De Kampioenen – serie TV, 1 episodio (1991)
- 12 steden, 13 ongelukken – serie TV, 1 episodio (1991)
- De kotmadam – serie TV, 1 episodio (1996)
- Wittekerke – serie TV, 42 episodi (1995–1996)
- Bex & Blanche – serie TV (1993–1994)
- Moeder, waarom leven wij? – miniserie, 4 episodi (1993)
- Baantjer – serie TV (1995–2006)
- Thuis – serie TV  (1995– )
- Ons geluk – serie TV (1995–1996)
- Heterdaad – serie TV (1996–1999)
- Windkracht 10 – serie TV (1997–1998)
- Recht op recht – serie TV (1998–2002)
- De Raf & Ronny Show – serie TV (1998)
- De Jacques Vermeire show – serie TV (1998– )
- Deman – serie TV (1998– )
- Flikken – serie TV, 4 episodi (1999)
- Engeltjes – serie TV (1999– )
- Stille waters – serie TV, 10 episodi (2001–2002)
- Sedes & Belli – serie TV (2002–2004)
- Hij komt, hij komt... De intrede van de Sin – serie TV (2003– )
- Witse – serie TV, 3 episodi (2008–2011)
- Aspe – serie TV (2004–2014)
- Rupel – serie TV, (2004–2019)
- Koning van de wereld, regia di Guido Henderickx –miniserie, 5 episodi (2006– )
- MPU - Missing Persons Unit – serie TV, 21 episodi (2008–2014)
- Los zand – serie TV (2009– )
- Anneliezen – serie TV(2010– )
- Salamander – serie TV (2012–2018)
- Safety First – serie TV (2013–2014)
- Love Hurts, regia di Susanne Zanke, Film TV (2004)
- Cordon – serie TV (2014– )
- Deadline – serie TV 25/5 (2014)
- Achter de feiten – serie TV (2014)
- Professor T. – serie TV, 39 episodi (2015–2018)
- The Team – serie TV, 8 episodi (2015)
- L'ultimo tycoon – serie TV, 9 episodi (2016–2017)
- Bullets – serie TV (2018– )
- Grenslanders – serie TV (2019)
- Vanavond Live met Xander De Rycke – serie TV (2019– )
- Red Light – serie TV (2020– )
- Niets Te Melden – serie TV (2020– )
- Glad IJs – serie TV (2021– )
- Twee Zomers – serie TV
- Glad IJs, regia di Raf Reyntjens e Koen Van Sande, serie TV (2021)
- La Petite Femelle regia di Philippe Faucon, Film TV (2021)

### Cortometraggi
- Caught regia di Peter van Kraaij (1986)
- Yuppies, regia di Erik Van Looy (1991)
- Straffe koffie, regia di Dirk Beliën (1997)
- Exit, regia di Dave Van den Heuvel (2005)
- Knokke Boulevard, regia di Hendrik Verthé (2005)
- Nightshift, regia di Wendy Montellano (2006)

### Doppiaggio
- Spider-Man - Un nuovo universo, regia di Bob Persichetti, Peter Ramsey e Rodney Rothman (2018)

## Programmi televisivi
- Groene Vingers – conduttore (2007-2011)

## Teatro
- Drie Koningen, regia di Peter Van den Eede (1993-1994)[35]
- Marieslijk, regia di Jan Decorte (1999-2000)
- Amlett / Hamlet, regia di Jan Decorte (2000–2002)
- Poes, poes, poes (1, 2, 3, 4, 5), regia di Peter Van Den Eede, Frank Van Passel (2002–2004)[36]
- Ô death, regia di Jan Decorte  (2003-2004)
- De Wet van Engel, compagnia KOE (2003–2006)
- Trojaanse vrouwen (2005-2006)
- Una giornata particolare (2006–2008)

## Pubblicità
- Jack & Jones (2018)
- Rodania (2018)

## Riconoscimenti
- Film Festival Oostende
  - 2010 – Candidatura al Migliore attore per Dossier K.
  - 2014 – Candidatura al Migliore attore non protagonista per Los Flamencos
  - 2014 – Miglior attore per Het vonnis
- Joseph Plateau Awards
  - 2001 – Candidatura al Miglior attore belga per Lijmen/Het been
  - 2013 – Candidatura al Miglior attore belga per Vallen e Science Fiction
  - 2003 – Candidatura al Miglior attore televisivo fiammingo per Stille waters
  - 2004 – Candidatura al Miglior attore belga per De zaak Alzheimer
  - 2006 – Candidatura al Miglior attore belga per De indringer e Verlengd weekend
- Nacht van de Vlaamse Televisie Sterren
  - 2016 – Miglior attore per Professor T.

## Doppiatori italiani
Nelle versioni in italiano dei suoi film, Denzel Washington è stato doppiato da:
- Francesco Prando in MPU - Missing Persons Unit, Largo Winch - Il prezzo del denaro
- Massimo De Ambrosis in Professor T.
- Francesco Bulckaen in Salamander
- Massimiliano Lotti in L'uomo che vendette la sua pelle